# Craig Mazin
Craig Mazin (Brooklyn, 8 april 1971) is een Amerikaans scenarioschrijver, regisseur en producent.

## Biografie
Craig Mazin werd geboren in Brooklyn (New York) en groeide op in Staten Island. Hij studeerde aan Freehold High School en behaalde in 1992 met grote onderscheiding een diploma psychologie aan Princeton. Aan de universiteit was hij in zijn eerste jaar een kamergenoot van de latere politicus Ted Cruz.

## Carrière
Midden jaren 1990 ging Mazin aan de slag bij de marketingafdeling van Walt Disney Pictures, waar hij promotiecampagnes schreef en produceerde voor studiofilms. Nadien begon hij zelf met het schrijven van films. In 1997 maakte hij met de komedie RocketMan zijn officieel debuut als scenarist. Drie jaar later regisseerde hij The Specials (2000), een lowbudgetkomedie die door James Gunn geschreven werd.
Ook in de daaropvolgende jaren bleef Mazin hoofdzakelijk komedies schrijven. Zo werkte hij mee aan de sequels Scary Movie 3 (2003), Scary Movie 4 (2006), The Hangover Part II (2011) en The Hangover Part III (2013). In 2008 schreef en regisseerde hij ook de parodiefilm Superhero Movie.
In 2019 gooide Mazin hoge ogen met de miniserie Chernobyl. Hij bedacht en schreef de vijfdelige dramareeks, die gebaseerd werd op de kernramp van Tsjernobyl.

## Filmografie

### Film
- RocketMan (1997)
- Senseless (1998)
- The Specials (2000)
- Scary Movie 3 (2003)
- Scary Movie 4 (2006)
- Superhero Movie (2008)
- The Hangover Part II (2011)
- The Hangover Part III (2013)
- Identity Thief (2013)
- The Huntsman: Winter's War (2016)

### Televisie
- Chernobyl (2019)
- The Last of Us (2023-heden)